# Waves
Waves es una película dramática estadounidense de 2019 escrita, coproducida y dirigida por Trey Edward Shults. Junto con Shults, fue producida por Kevin Turen y Jessica Row. Es protagonizada por Kelvin Harrison Jr., Lucas Hedges, Taylor Russell, Alexa Demie, Renée Elise Goldsberry y Sterling K. Brown. Ambientada en el vibrante paisaje del sur de Florida, traza el viaje emocional de una familia suburbana mientras navegan por el amor, el perdón y la unión después de una pérdida.
La fotografía principal comenzó el 9 de julio de 2018 en el condado de Broward, Florida y concluyó el 24 de agosto de 2018. El elenco se anunció en julio y Demie se unió en agosto.
Tuvo su estreno mundial en el Festival de Cine de Telluride el 30 de agosto de 2019 y fue estrenada en los Estados Unidos el 15 de noviembre de 2019 por A24. Recibió reseñas positivas de los críticos, que elogiaron las actuaciones (particularmente la de Harrison, Russell y Brown), la cinematografía y la dirección de Shults.

## Argumento
Tyler Williams es un popular estudiante de último año de secundaria en el equipo de lucha libre. Sale de fiesta con sus amigos y pasa tiempo con su novia, Alexis López, pero su padre dominante, Ronald, lo presiona constantemente para que sea mejor. Sin que nadie lo sepa, Tyler sufre un desgarro SLAP de nivel 5, que oculta a su familia y equipo robando los analgésicos de su padre. En contra de la recomendación de su médico, Tyler continúa luchando de manera competitiva hasta que lo arrojan sobre su hombro durante un combate, lo que causa un daño irreparable y termina su temporada, así como su carrera. La vida de Tyler se complica aún más cuando recibe un mensaje de texto de Alexis, quien revela que su período se ha retrasado, lo que indica que está embarazada. La lleva a que le practiquen un aborto, pero ella cambia de opinión en el último minuto. De camino a casa, la pareja tiene una pelea y Alexis camina sola a casa.
Angustiado, Tyler empieza a beber en exceso y a abusar de las drogas. Finalmente, Tyler le escribe a Alexis, quien está dispuesta a arreglar su relación. Le dice que ha decidido quedarse con el niño con el apoyo de su familia, pero cuando Tyler exige hablar con ella en persona, Alexis rompe con él y bloquea su número, lo que lo enfurece y destroza su habitación. La noche del «Baile Maverick» de la escuela, Tyler, castigado, entra en Instagram y ve una foto de Alexis posando con otro chico. Se emborracha y se droga e intenta irse de casa, pero su madrastra Catherine lo confronta. Su padre intenta calmar la situación, pero Tyler lo empuja al suelo y se marcha.
Conduce a una fiesta en una casa, donde ve a Alexis subir con el chico de la foto. La hermana menor de Tyler, Emily, lo nota desde lejos, pero no dice nada, y Tyler bebe mucho antes de seguir a Alexis al garaje. Un intercambio de palabras desemboca en una discusión, que se torna violenta cuando Alexis intenta alejarse de Tyler. Él la golpea, haciéndole caer la cabeza al suelo. Ella comienza a desangrarse y un horrorizado Tyler huye. Ronald llega poco después, encontrando a Emily, quien entre lágrimas confirma las sospechas de Ronald. Tyler regresa a casa antes de intentar huir a pie. Sin embargo, la policía lo atrapa y arresta rápidamente. Los paramédicos intentan reanimar a Alexis, pero ella muere a causa de sus heridas.
A pesar de declararse culpable, Tyler es sentenciado a cadena perpetua por asesinato en segundo grado, con derecho a libertad condicional después de treinta años. Un día, después de la escuela, Luke, un compañero de clase torpe pero bondadoso que también fue compañero de lucha libre de Tyler, se acerca a Emily. La invita a almorzar y los dos comienzan a salir. Emily comienza a abrirse a Luke, participando en actividades fuera de la escuela con él, como nadar con manatíes. Durante este tiempo, Emily también escucha a Ronald y Catherine discutir sobre Tyler, con Ronald culpando a Catherine por su falta de presencia en su vida y la de Emily, y Catherine acusando a Ronald de presionar demasiado a Tyler. Durante una conversación que tienen mientras pescan, Emily le revela a Ronald que se siente culpable, creyendo que podría haber detenido a Tyler y que lo odia por lo que hizo. Ronald le aconseja que no le guarde rencor a su hermano y que, pase lo que pase, los ama a ambos. Los dos se reconcilian.
Mientras tanto, Emily y Luke se vuelven más cercanos, y finalmente tienen relaciones sexuales por primera vez. Emily se entera por Luke de que su distanciado y abusivo padre se está muriendo de cáncer, y ella lo insta a hacer las paces con él con el tiempo que le queda, ya que la madre de Emily y Tyler murió de una sobredosis de drogas cuando eran jóvenes. Los dos conducen a Columbia (Missouri), donde reside el padre de Luke, y al ver a su hijo, el ánimo de su padre se eleva, y Luke perdona a su padre. Sobrevive más de lo esperado, pero fallece una noche, lo que hace que Luke solloce profundamente. Emily consuela a Luke en el camino a casa a Miami mientras Catherine visita a Tyler en prisión, los padres de Alexis lloran y Ronald se reencuentra con Catherine. Algún tiempo después de llegar a casa, Emily monta su bicicleta por una calle vacía y levanta los brazos del manillar.

## Reparto
- Kelvin Harrison Jr. como Tyler Williams
- Taylor Russell como Emily Williams
- Sterling K. Brown como Ronald Williams
- Lucas Hedges como Luke
- Renée Elise Goldsberry como Catherine Williams
- Alexa Demie como Alexis Lopez
- Clifton Collins Jr. como Bobby Lopez
- Vivi Pineda como Elena Lopez
- Neal Huff como Bill
- Bill Wise como entrenador Wise
- David Garelik como Ryan
- Ruben EA Brown como Wally
- Harmony Korine como el Sr.Stanley
- Krisha Fairchild como profesora de inglés

## Producción
Kevin Turen y James Wilson se desempeñaron como productores de la película, con A24 produciendo y distribuyendo y con Trey Edward Shults dirigiendo y produciendo, a partir de un guion que él escribió.
Demie sugirió una escena en la que Alexis y Emily se encuentran en un baño, y la escena implica un cambio de enfoque de una mujer a otra. Lauren McCarthy de Nylon declaró que la película tenía un estilo de "naturaleza colaborativa".
Demie declaró que la filmación de la escena de conducción inicial hizo que pareciera que el equipo de filmación no estaba presente. Demie también declaró que Alexis, en comparación con Maddy Perez en Euphoria, otro personaje que Demie interpretó, "es mucho más fuerte, siempre está luchando y estableciendo límites".

### Casting
En julio de 2018, se anunció que Lucas Hedges, Sterling K. Brown, Kelvin Harrison Jr. y Taylor Russell se habían unido al elenco de la película. En agosto de 2018, Alexa Demie se unió al elenco.

### Rodaje
La fotografía principal comenzó el 9 de julio de 2018 en el condado de Broward, Florida.

## Estreno
Waves se estrenó en el Festival de Cine de Telluride el 30 de agosto de 2019. Se proyectó en el Festival Internacional de Cine de Toronto el 10 de septiembre de 2019. Fue estrenada el 15 de noviembre de 2019 en la ciudad de Nueva York y Los Ángeles, expandiéndose a las principales ciudades de Estados Unidos la semana siguiente, con un estreno amplio programado para el 6 de diciembre. En septiembre, Focus Features adquirió los derechos de distribución internacional de la película, excluidos Canadá, China y Japón.